# Placentela
Placentela is een geslacht uit de familie Placentelidae en de orde Aplousobranchia uit de klasse der zakpijpen (Ascidiacea).

## Soorten
- Placentela crystallina Redikorzev, 1913
- Placentela translucida Kott, 1969